# Schnellbremsung

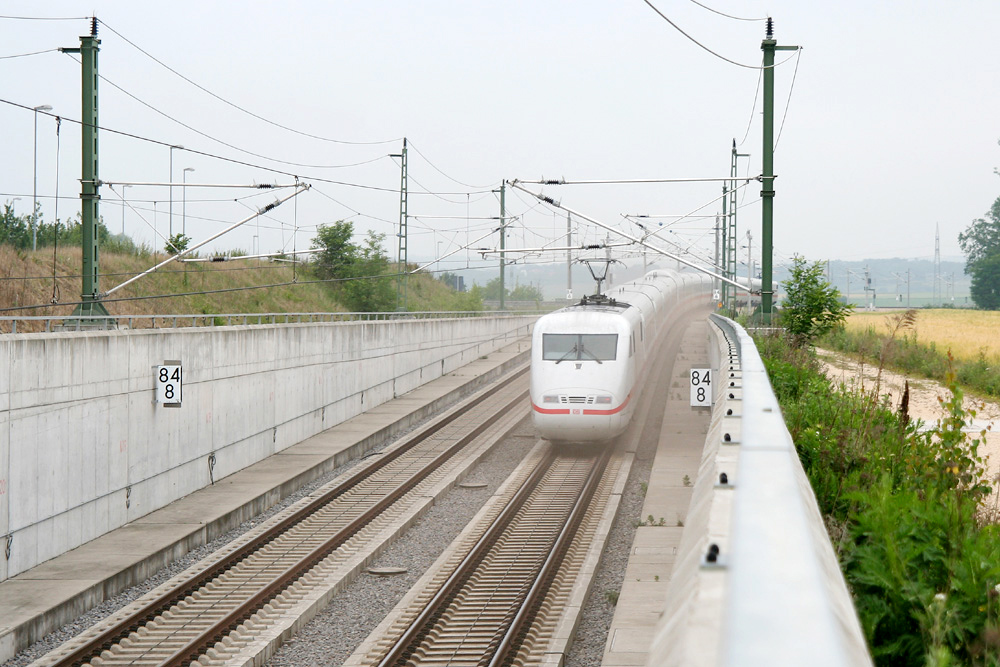
Wolke aus Bremsstaub nach der Schnellbremsung eines ICE 1 auf der Schnellfahrstrecke Nürnberg–Ingolstadt

Als Schnellbremsung wird im Eisenbahnwesen die Bremsung mit maximaler Bremskraft und schnellstmöglicher Wirkung bezeichnet und ist eine von fünf bzw. sechs Bremsarten. Sie wird vom Triebfahrzeugführer in aller Regel nur im Gefahrfall angewendet. Die Schnellbremsung ist von der Betriebsbremsung zu unterscheiden, unter der alle Bremsstufen zusammengefasst sind, die im normalen Betrieb angewendet werden; es ist jedoch möglich, dass die Wirksamkeit der höchsten Betriebsbremsstufe (Vollbremsung) mit der Wirksamkeit der Schnellbremsung zusammenfällt. Wird eine Schnellbremsung durch das Fahrzeug, die Zugbeeinflussung oder ein anderes Überwachungssystem ausgelöst, so spricht man von einer Zwangsbremsung; wird sie nicht vom Triebfahrzeugführer im Führerstand ausgelöst, sondern beispielsweise durch Reisende mittels Notbremsgriffen im Wagenzug, so spricht man von einer Notbremsung.
Technisch gesehen wird die Schnellbremsung bei indirekt wirkender Druckluftbremse durch in kürzester Zeit vollständiges Entlüften der Hauptluftleitung („HL“, ehem. „HLL“) ausgelöst. Dies geschieht über das Führerbremsventil. Hierdurch sinkt der Druck von 5 bar in der HL in kürzester Zeit auf den Umgebungsdruck, wodurch alle eingeschalteten Bremsen den maximalen Bremszylinderdruck einregeln. Überdies werden bei Geschwindigkeiten oberhalb von 50 km/h ggf. vorhandene Magnetschienenbremsen wirksam. Auf arbeitenden Lokomotiven wird überdies das Abfallen des HL-Drucks erkannt, was zum Abschalten der Antriebsleistung und zum Einsteuern der dynamischen Bremse (falls vorhanden) führt. Bei manchen Reisezugwagen finden zudem Schnellbremsbeschleuniger Verwendung, die den Druckabfall beschleunigen, nicht jedoch die Ausbreitung des Signals.
Eine Schnellbremsung wirkt in der Regel bis zum Stillstand, oftmals auch dann, wenn der Auslöser zwischenzeitlich weggefallen ist, da sich die Bremsung nur langsam lösen lässt. Schnellbremsungen sind daher meist an einem starken Halteruck erkennbar.
Während früher grundsätzlich alle Sicherheitseinrichtungen (wie etwa Sifa, PZB, LZB, Überwachung der Federspeicherbremsen) beim Ansprechen eine Zwangsbremsung ausgaben, geht man heute dazu über, unter Umständen auch nur eine reduzierte Bremsung (Betriebszwangsbremsung) auszugeben. Ebenso führt die Betätigung eines Notbremsgriffs im Fahrgastraum eines ICE der Deutschen Bahn lediglich zu einer Vollbremsung (vgl. auch Notbremsüberbrückung).